# لورگ خاری (هیرمند)
لورگ خاری یک روستا در ایران است که در استان سیستان و بلوچستان واقع شده‌است.